# 서현사지
서현사지(西峴祠址)는 대한민국 전북특별자치도 정읍시 태인면 태서리, 박문효(1568∼1593)의 사당이 있던 장소이다. 1981년 4월 1일 전라북도의 기념물 제48호로 지정되었다.

## 개요
이곳은 박문효(1568∼1593)의 사당이 있던 장소이다.
박문효는 중종반정의 공신인 박원종의 후손으로서, 종묘서직장이라는 관직에 있었다. 임진왜란이 일어나 선조가 의주로 피신하자 임금을 따랐으며, 다음해 서울로 돌아오다 개성 싸움에서 26세의 젊은 나이로 순절하였다. 후에 호남 유림들의 상소에 의해 순조 17년(1817)에 이조참의로 증직되었다.
조선 순조 19년(1819)에 처음 지어졌으나 고종 5년(1868) 철거되었다.
현재 서현사터에는 부인 송씨를 위해 세운 정려와 유허비가 남아있다.

## 같이 보기
- 박문효

## 참고 자료
- 서현사지 - 국가유산청 국가유산포털